# Oleguer Sarsanedas i Picas
Oleguer Sarsanedas i Picas (Glasgow, Escòcia, 31 de març de 1950) és un periodista i escriptor català, fill de Jordi Sarsanedas. Llicenciat en ciències polítiques a Oxford, ha col·laborat amb publicacions com Serra d'Or, Set Dies i Avui. Va ser responsable de projectes a la Generalitat i empreses editorials com Seix Barral i Planeta, i va dirigir Catalunya Música, programes de TV3 i Catalunya Ràdio. També va participar en el Fòrum Universal de les Cultures 2004.
Com a escriptor, ha publicat obres com Tots els ocells del món (premi Puig i Llensa, 1975), L'encanteri (1974) i La síndrome de Pearson (1991). El 1991 va rebre el títol de Chevalier de l'Ordre des Arts et des Lettres del govern francès.